# Aireon
Aireon ist ein US-amerikanisches Unternehmen mit Sitz in McLean, Virginia. Es wurde 2011 gegründet und produziert, installiert und betreibt ein System zur globalen Flugwegverfolgung und -überwachung mit Hilfe von satellitengestützten Empfängern, welche die standardmäßig ausgesendeten ADS-B-Übertragungen von Flugzeugen für die globale Luftverkehrsüberwachung empfangen und an die Nutzer weiterleiten.

## Firmengeschichte
Aireon wurde im Jahr 2011 als Joint Venture zwischen dem Satellitenkommunikationsunternehmen Iridium Communications Inc, dem kanadischen Flugsicherungsunternehmen Nav Canada, der britischen Flugsicherungsgesellschaft NATS Holding, der italienischen Flugsicherungsgesellschaft ENAV, dem dänischen Staatsunternehmen für Flugsicherung Naviair und dem halbstaatlichen irischen Flugsicherungsunternehmen Irish Aviation Authority (IAA) gegründet.
Unternehmensziel war die Entwicklung eines Überwachungssystems, mit welchem Flugzeuge rund um den Globus auch außerhalb der Reichweite von bodengestützten Radargeräten und ADS-B-Empfängern in Echtzeit verfolgt werden können. Nav Canada investierte 150 Millionen Dollar, um eine 51%ige Beteiligung an dem Projekt zu erwerben.
Im September 2016 startete Aireon eine Partnerschaft mit dem globalen Unternehmen für Luftfahrt-Software und -Datendienste FlightAware, um Fluggesellschaften und anderen Flugzeugnutzern weltraumgestütztes ADS-B anzubieten. Der erste Kunde war Qatar Airways.
Im Januar 2017 startete Aireon den Betrieb der ersten ADS-B-Empfänger als Nutzlasten auf den Iridium-Satelliten der zweiten Generation (Iridium Next). Dem ersten Start folgten sieben weitere.
Mit dem achten und letzten Start im Januar 2019 wurde die Satellitenkonstellation vervollständigt und die Gesamtzahl der ADS-B Empfänger von Aireon in der Umlaufbahn auf 75 erhöht (66 davon in Betrieb und 9 als Reserve).
Verschiedene Nationale Flugsicherungsdienstleister (Air Navigation Service Provider, ANSP) wie zum Beispiel die bereits genannten Nav Canada, UK NATS, ENAV, IAA, AAI, Naviair, sowie der staatliche isländische Flugsicherungs- und Flughafenbetreiber Isavia, die Civil Aviation Authority of Singapore (CAAS) aus Singapur, die Air Traffic and Navigation Services SOC Ltd. aus Südafrika, der Dutch Caribbean Air Navigation Service Provider (DC-ANSP) aus Curacao, ASECNA aus Madagaskar, die Seychelles Civil Aviation Authority (SCAA), die zwischenstaatliche Agentur Corporación Centroamericana de Servicios de Navegación Aérea (COCESNA) aus Honduras und die staatliche PNG Air Services ltd. aus Papua-Neuguinea haben einen Dienstleistungsvertrag mit Aireon unterzeichnet.

## Technik
Gemäß Forderung der Internationalen Zivilluftfahrtorganisation (ICAO) müssen Flugzeuge mit einem Mode-S-fähigen Transponder ausgestattet sein. In deren standardisierten Datenprotokollen ist auch die ADS-B Meldung enthalten, die periodisch von Flugzeugen als Rundspruch ausgesendet wird. Das sind kurze Datenpakete mit Identifikations-, Positions- und weiteren Informationen. Mit diesem System kann mit einem einfachen Empfänger auf der Festfrequenz von 1090 MHz ein virtuelles Radar aufgebaut werden. Dieses System hat allerdings nur eine begrenzte Reichweite, so dass die Polargebiete und Ozeanflächen nicht bedient werden können.
Durch die Verteilung vieler derartiger Empfänger in einem Satellitensystem als Relaisstation und die Übermittlung dieser Datenpakete an ausgewählte Flugsicherungszentren sorgt Aireon für eine Abdeckung dort, wo es keine Bodeninfrastruktur gibt.
Das Deutsche Zentrum für Luft- und Raumfahrt (DLR) hat bereits 2013 mit dem ESA-Satelliten Proba-V die prinzipielle Machbarkeit von weltraumgestütztem Empfang von ADS-B Signalen erstmalig nachgewiesen. Die Europäische Weltraumorganisation wollte jedoch eigene Satelliten dafür starten. Dem ist Aireon mit der Verteilung von zusätzlicher Nutzlast auf ein bereits im Entstehen befindlichen System zuvorgekommen.
Die Empfangsantennen an den Satelliten sind zirkular polarisiert, obwohl die Sendeantennen am Flugzeugrumpf linear polarisiert senden. Das ist zwar eine Fehlanpassung, die einen Verlust von −3 dB bewirkt, der jedoch konstant ist. Durch die Abstrahlrichtung nach oben wird die Polarisation der Sendeantenne abhängig von der Flugrichtung und es könnte bei völliger Fehlanpassung zu einer linear polarisierten Empfangsantenne eine Dämpfung von bis zu −30 dB auftreten. Das wird durch die zirkulare Polarisation verhindert.
Die Satelliten des Iridium Kommunikationssystems, welche sich in einer niedrigen Erdumlaufbahn in einer Höhe von 820 km befinden, befördern auch die Aireon-Empfänger, so dass eine lückenlose Abdeckung der Erdoberfläche möglich ist. Die Flugdaten werden durch die Softwarefirma FlightAware an die entsprechenden Nutzer zur Verfügung gestellt.